# Brienzer Rothorn
El Brienzer Rothorn és una muntanya situada als Alps Bernesos a la frontera entre els cantons de Lucerna, el Berna i l'Obwalden. El cim pot ser assolit des de Brienz amb el tren de vapor Brienz Rothorn Bahn i des de Sörenberg amb funicular.

## Galeria

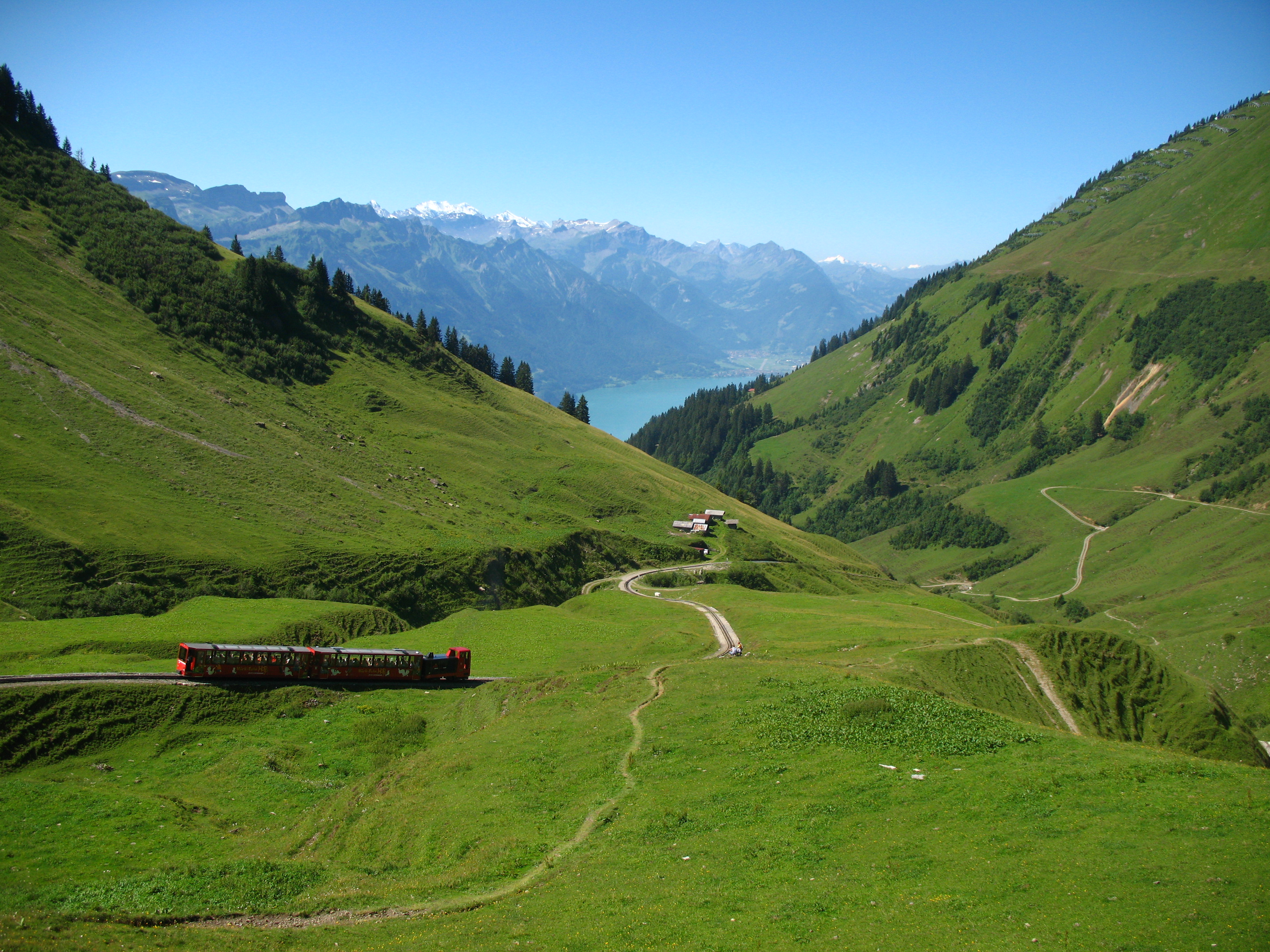
Tren de Brienz
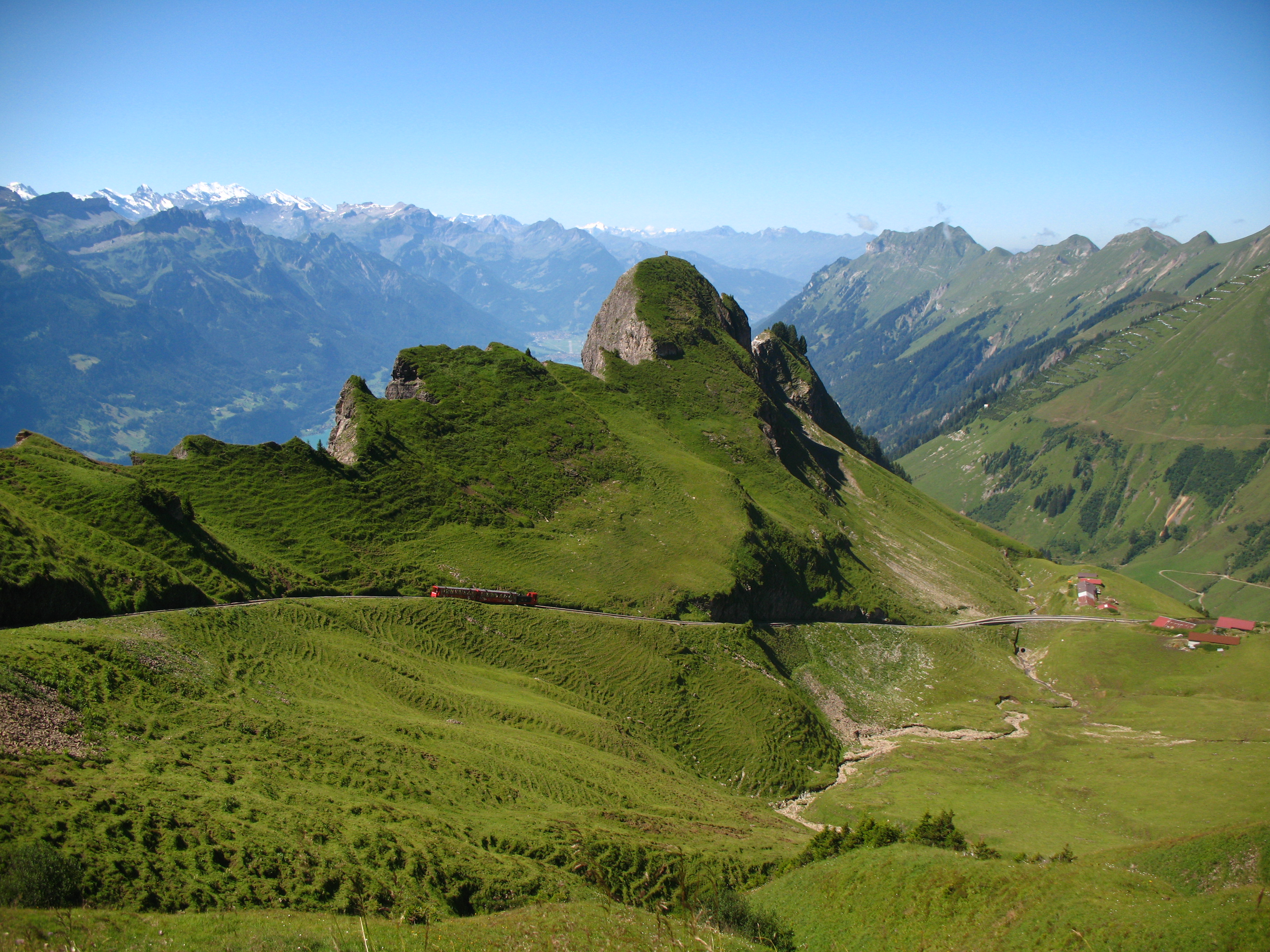
Prop del cim

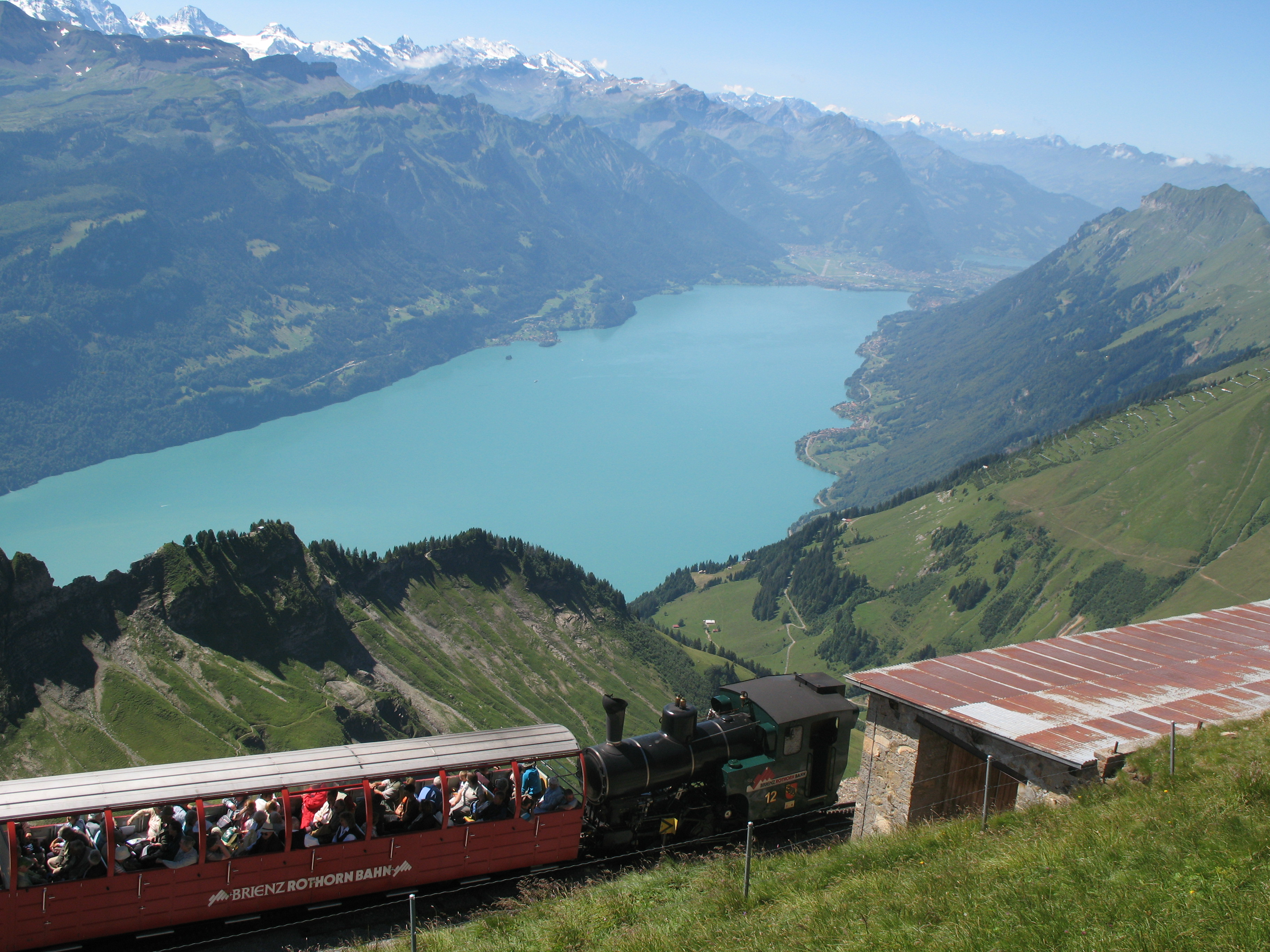
Vista del llac Brienz
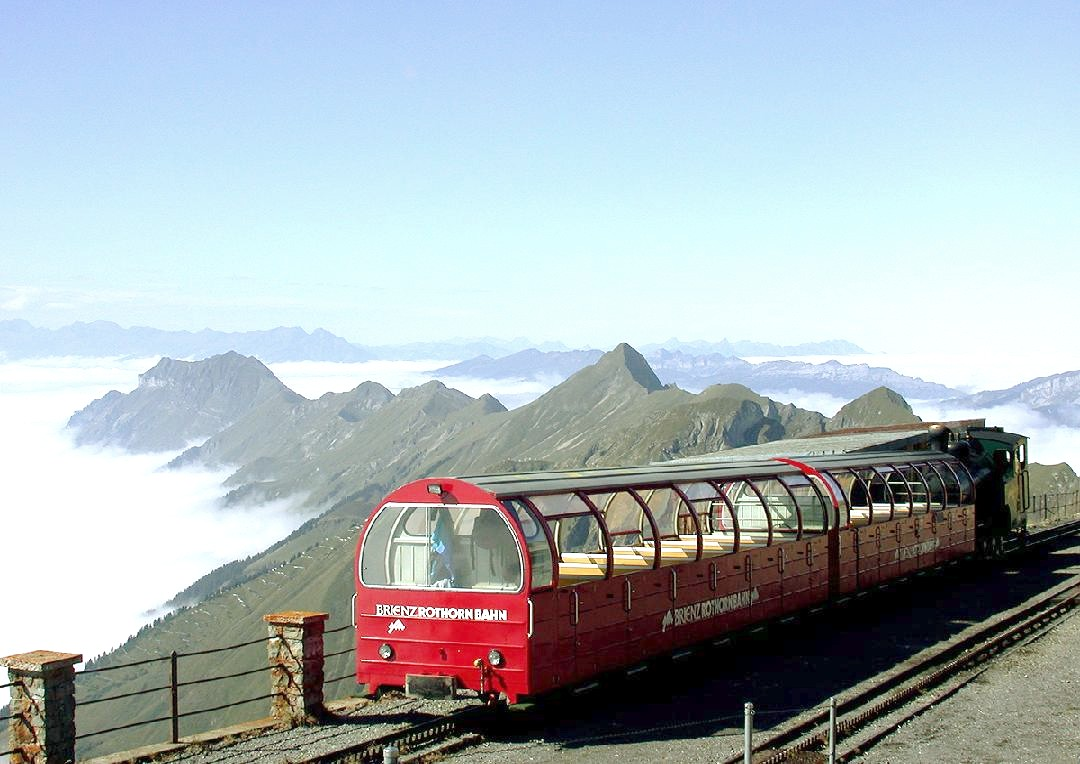
Estació al cim